# Hannie Rayson
Hannie Rayson, född den 31 mars 1957 i Melbourne, är en australisk dramatiker.

## Pjäser
- Please Return To Sender (1980)
- Mary (1981)
- Leave It Till Monday (1984)
- Room To Move (1985)
- Hotel Sorrento (1990)
- Falling From Grace (1994)
- Scenes From A Separation (1995) co-written with Andrew Bovell
- Competitive Tenderness (1996)
- Life After George (2002)
- Inheritance (2003)
- Two Brothers (2005)
- The Glass Soldier (2008)
- The Swimming Club (2010)

## Utmärkelser
- Sidney Myer Performing Arts Award (1996)
- Victorian Premier's Literary Award
- NSW Premier's Literary Award
- Tre Helpmann Awards
- Två Australian Writers' Guild Awards.

### Webbkällor
- https://web.archive.org/web/20080723233527/http://www.artshub.com.au/au/news.asp?sc=&sId=164725&sType=profile
- http://www.austlit.edu.au/run?ex=ShowAgent&agentId=A$NZ
- http://www.imdb.com/name/nm0713548/bio
- https://web.archive.org/web/20110810201638/http://www.doollee.com/PlaywrightsR/rayson-hannie.html
- https://web.archive.org/web/20090703062939/http://www.slv.vic.gov.au/programs/literary/wotr/writers/hrayson.html
- http://www.sievx.com/articles/defending/2005/20050415AndrewBolt.html